# Lista odcinków serialu Niebezpieczny Henryk
W artykule znajduje się lista odcinków serialu Niebezpieczny Henryk, który emitowany jest w USA od 26 lipca 2014 roku na amerykańskim Nickelodeon, a w Polsce od 15 listopada 2014 roku na kanale Nickelodeon Polska.
Daty i liczby oznaczone *  zostały sprawdzone na angielskim fandomie Niebezpiecznego Henryka. Podane treści mogą być nie zgodne z serią.

## Serie
| Sezon | Sezon | Odcinki | Oryginalna emisja    | Oryginalna emisja    | Oryginalna emisja | Oryginalna emisja | Oryginalna emisja |
| Sezon | Sezon | Odcinki | Premiera             | Finał                | Premiera          | Finał             |                   |
| ----- | ----- | ------- | -------------------- | -------------------- | ----------------- | ----------------- | ----------------- |
|       | 1     | 26      | 26 lipca 2014        | 16 maja 2015         | 15 listopada 2014 | 12 listopada 2015 |                   |
|       | 2     | 19      | 12 września 2015     | 17 lipca 2016        | 4 kwietnia 2016   | 20 listopada 2016 |                   |
|       | 3     | 20      | 17 września 2016     | 7 października 2017  | 3 kwietnia 2017   | 21 grudnia 2017   |                   |
|       | 4     | 22      | 21 października 2017 | 20 października 2018 | 4 maja 2018       | 23 maja 2019      |                   |
|       | 5     | 40      | 3 listopada 2018     | 21 marca 2020        | 24 maja 2019      | 7 września 2021   |                   |

## Spis odcinków

### Seria 1:2014-15
| 1-2 | Początki strachu The Danger Begins                                       | Steve Hoefer  | Dan Schneider i Dana Olsen           | 26 lipca 2014        | 15 listopada 2014 | 999-60 |
| Trzynastoletni Henry Hart dostaje pracę jako pomocnik superbohatera Kapitana Bee. Teraz chłopiec musi trzymać sekret w tajemnicy. Tymczasem złoczyńca zwany "Dzieciaczkiem" planuje zmienić wszystkie dzieci z Swellview w potwory. Gościnnie: Jeffrey Nicholas Brown jako Jake, Kelly Sullivan jako Kris, Duncan Bravo jako Gooch, Ben Giroux jako Dzieciaczek |                                                                          |               |                                      |                      |                   |        |
| 3 | Coraz gorzej Mo' Danger, Mo' Problems                                    | Steve Hoefer  | Dan Schneider i Dana Olsen           | 13 września 2014     | 1 lutego 2015     | 103    |
| Henrykowi coraz trudniej jest pogodzić pracę Strasznego Dzieciucha z obowiązkami w domu i w szkole. Zwłaszcza, że jego przyjaciółka Charlotte zaczyna powoli domyślać się prawdy. Gościnnie: Jeffrey Nicholas Brown jako Jake, Kelly Sullivan jako Kris, Jill Benjamin jako Pani Shapen, Duncan Bravo jako Gooch |                                                                          |               |                                      |                      |                   |        |
| 4 | Prawda wychodzi na jaw The Secret Gets Out                               | Steve Hoefer  | Dan Schneider i Jake Farrow          | 20 września 2014     | 8 lutego 2015     | 104    |
| Kapitan Bee oraz Straszny Dzieciuch próbują złapać Fon Psa. Tymczasem Charlotte domyśla się kim jest Straszny Dzieciuch przez co Henryk został zwolniony. Dziewczyna próbuje naprawić swój błąd. Gościnnie: Duncan Bravo jako Gooch, Jon Dixon jako Fon Pies, Briana Lane jako Kelly |                                                                          |               |                                      |                      |                   |        |
| 5 | Łzy Żuczka Śmieszka Tears of the Jolly Beetle                            | Russ Reinsel  | Dan Schneider i Christopher J. Nowak | 27 września 2014     | 15 lutego 2015    | 105    |
| Pomagierka Doktora Minyaka pryska Kapitana Bee łzami żuczka śmieszka, przez co Kapitan Bee traci swoją moc. Straszny Dzieciuch Jace Norman musi teraz sam sprostać zadaniom. Gościnnie: Matthew Zhang jako Oliver, Joe Kaprielian jako Sidney, Duncan Bravo jako Gooch, Mike Ostroski jako Dr. Minyak, Amber Bela Muse jako siostra Cohorta |                                                                          |               |                                      |                      |                   |        |
| 6 | Zastępstwo Substitute Teacher                                            | Russ Reinsel  | Dan Schneider i Dave Malkoff         | 4 października 2014  | 22 lutego 2015    | 106    |
| W szkole pojawia się nowy uczeń Orto. Kapitan Bee oraz Straszny Dzieciuch podejrzewają, że jego Ojciec to Wierci-Kciuk. Ray przychodzi na zastępstwo żeby więcej się o nim dowiedzieć. Gościnnie: Matthew Zhang jako Oliver, Jill Benjamin jako Pani Shapen, Duncan Bravo jako Gooch, Trevor Gore jako Ortho, JR Reed jako tata Ortha |                                                                          |               |                                      |                      |                   |        |
| 7 | Straszny Jasper Jasper Danger                                            | Steve Hoefer  | Dan Schneider i Dana Olsen           | 18 października 2014 | 8 marca 2015      | 107    |
| Jest Halloween. Okazuje się, że Jasper oszukał koleżankę, że jest Strasznym Dzieciuchem, po to by ją poderwać. Problemy zaczynają się, gdy łapie ich prawdziwy przestępca. Wtedy do akcji wkracza Kapitan Bee. Tymczasem Piper musi chodzić po mieście w niechcianym stroju Jonathana Swifta. Gościnnie: Jeffrey Nicholas Brown jako Jake, Kelly Sullivan jako Kris, Matthew Zhang jako Oliver, Joe Kaprielian jako Sidney, Duncan Bravo jako Gooch, Ryan Grassmeyer jako Jeff, Sedona Cohen jako Monica |                                                                          |               |                                      |                      |                   |        |
| 8 | Kamień z kosmosu The Space Rock                                          | Russ Reinsel  | Dan Schneider i Jake Farrow          | 1 listopada 2014     | 1 marca 2015      | 108    |
| Gooch i Henryk znajdują dziwną skałę która okazuję się być jajkiem kosmity. Kapitan Bee oraz Straszny Dzieciuch będą musieli zwalczyć inwazję. Gościnnie: Jeffrey Nicholas Brown jako Jake, Kelly Sullivan jako Kris, Matthew Zhang jako Oliver, Duncan Bravo jako Gooch |                                                                          |               |                                      |                      |                   |        |
| 9 | Pechowa jubilatka Birthday Girl Down                                     | Adam Weissman | Dan Schneider i Christopher J. Nowak | 8 listopada 2014     | 12 kwietnia 2015  | 109    |
| Kiedy podczas przyjęcia urodzinowego koleżanka Henryka dostaje piłeczką w głowę, wszystkie podejrzenia padają na Henryka, który w tym czasie był przy maszynie z piłeczkami. Dzieciuch i Ray muszą znaleźć prawdziwego winowajcę. Gościnnie: Matthew Zhang jako Oliver, Joe Kaprielian jako Sidney, Cassie Brennan jako Debbie, Lily Rains jako Pani Putch, Nathan Kress jako Nathan |                                                                          |               |                                      |                      |                   |        |
| 10 | Gry, gierki i podchody Too Much Game                                     | Steve Hoefer  | Dan Schneider i Dave Malkoff         | 15 listopada 2014    | 15 marca 2015     | 110    |
| Shawn, nowy uczeń, zastępuje Henryka w zespole koszykówki. Hart podejrzewa, że chłopiec jest starszy, niż twierdzi. Tymczasem Ray niechętnie wzywa swojego byłego pracownika – Ściosa, gdy sprzęty kryjówki się psują. Gościnnie: Michael D. Cohen jako Ścios, Duncan Bravo jako Gooch, Matthew Zhang jako Oliver, Joe Kaprielian jako Sidney, Russell Westbrook jako Shawn, David Hoffman jako trener Bix                                                                                               |                                                                          |               |                                      |                      |                   |        |
| 11 | Ludzka bestia Henry the Man-Beast                                        | Steve Hoefer  | Dan Schneider i Dana Olsen           | 22 listopada 2014    | 22 marca 2015     | 111    |
| Henryk przypadkowo dostaje promieniem z dziwnej maszyny, która zamienia w mężczyznę. Teraz Charlotte i Ray muszą mu pomóc. Gościnnie: Michael D. Cohen jako Ścios, Matthew Zhang jako Oliver, Joe Kaprielian jako Sidney, Jade Pettyjohn jako Chloe |                                                                          |               |                                      |                      |                   |        |
| 12 | Niewidzialny Brad Invisible Brad                                         | Steve Hoefer  | Dan Schneider i Dave Malkoff         | 10 stycznia 2015     | 6 kwietnia 2015   | 112    |
| W kryjówce zjawia się osoba, która stała się niewidzialna przez Kapitana Bee. Okazuje się, że Brad chce zająć pozycję Dzieciucha. Gościnnie: Jill Benjamin jako Pani Shapen, Bing Putney jako Brad, Jake Farrow jako głos Brada |                                                                          |               |                                      |                      |                   |        |
| 13 | Psujek atakuje! Spoiler Alert                                            | Russ Reinsel  | Dan Schneider i Christopher J. Nowak | 24 stycznia 2015     | 26 kwietnia 2015  | 113    |
| Henryk i Ray stają przed nie lada wyzwaniem. Czeka ich pojedynek z wyjątkowo irytującym przestępcą, zwanym Psujkiem. Tymczasem Piper próbuje różnych sposobów, by dostać się do fanklubu Kapitana Bee. Gościnnie: Michael D. Cohen jako Ścios, Duncan Bravo jako Gooch, Amiah Miller jako Paula, Noland Ammon jako Psujek |                                                                          |               |                                      |                      |                   |        |
| 14 | Ukradnijmy coś Let's Make a Steal                                        | Steve Hoefer  | Dan Schneider i Dave Malkoff         | 31 stycznia 2015     | 3 maja 2015       | 114    |
| Dzięki Kapitanowi Bee, Henryk trafia do swojego ulubionego teleturnieju. Ma w ten sposób dowiedzieć się czegoś o serii kradzieży. Wkrótce Henryk sam pada ofiarą jednej z nich. Gościnnie: Jeffrey Nicholas Brown jako Jake, Duncan Bravo jako Gooch, R. Brandon Johnson jako Rick, Asante Jones jako Dr. Baxter, Gus Kamp jako Derek, Lolli Sorenson jako Maddy |                                                                          |               |                                      |                      |                   |        |
| 15 | Wielki wulkan Super Volcano                                              | Russ Reinsel  | Dan Schneider i Dana Olsen           | 7 lutego 2015        | 17 maja 2015      | 115    |
| Rosnąca aktywność uśpionego wulkanu znajdującego się pod Swellview sprawa, że Henryk i Ray sądzą, że nadchodzi koniec świata. Piper jest przekonana, że ma nietolerancję glutenu. Gościnnie: Michael D. Cohen jako Ścios, Jeffrey Nicholas Brown jako Jake, Kelly Sullivan jako Kris, Matthew Zhang jako Oliver, Andrew Caldwell jako Mitch, Maeve Tomalty jako Bianca, Keisuke Hoashi jako Dr. Hornsby                                                                                                  |                                                                          |               |                                      |                      |                   |        |
| 16 | Ściemniona Walentynka My Phony Valentine                                 | Steve Hoefer  | Dan Schneider i Jake Farrow          | 14 lutego 2015       | 24 maja 2015      | 116    |
| Sympatia Henryka, Bianka, idzie na walentynkową randkę z kimś innym. Ścios pożycza mu androida Gerdę, aby mógł wzbudzić w Biance zazdrość. Ray idzie na niezbyt miłą randkę z jedną z nauczycielek Henryka. Gościnnie: Michael D. Cohen jako Ścios, Jill Benjamin jako Pani Shapen, Andrew Caldwell jako Mitch, Maeve Tomalty jako Bianca, Alyssa Jenny Cotero jako Tiffany |                                                                          |               |                                      |                      |                   |        |
| 17 | Podziemieni Caved In                                                     | Nathan Kress  | Dan Schneider i Christopher J. Nowak | 28 lutego 2015       | 2 listopada 2015  | 117    |
| Henryk oraz jego przyjaciele chcą nauczyć Raya wszystkiego, czego nie nauczył się, kiedy był mały. Plany psuje im jednak Jasper i Piper. |                                                                          |               |                                      |                      |                   |        |
| 18 | Pocałunek w windzie Elevator Kiss                                        | Steve Hoefer  | Dan Schneider i Dave Malkoff         | 7 marca 2015         | 3 listopada 2015  | 118    |
| Henryk tworzy świetną parę z Biancą. Jednak kiedy dziewczyna całuje w windzie Strasznego Dzieciucha,chłopak jest wściekły i czuje się oszukany. Postanawia poddać swoją dziewczynę poważnej próbie. Gościnnie: Michael D. Cohen jako Ścios, Matthew Zhang jako Oliver, Maeve Tomalty jako Bianca |                                                                          |               |                                      |                      |                   |        |
| 19 | Domownik Man of the House                                                | Russ Reinsel  | Dan Schnieder i Dana Olsen           | 14 marca 2015        | 4 listopada 2015  | 119    |
| Mamę Henryka napadł przestępca. Kapitan Bee postanawia wprowadzić się do domu Hartów. Gościnnie: Jeffrey Nicholas Brown jako Jake, Kelly Sullivan jako Kris, Duncan Bravo jako Gooch |                                                                          |               |                                      |                      |                   |        |
| 20 | Senna ekipa Dream Busters                                                | Adam Weissman | Dan Schneider i Jake Farrow          | 21 marca 2015        | 5 listopada 2015  | 120    |
| Dr. Minyak trafia Henryka "wiązką snu" i Dzieciuch zostaje uwięziony w szalonym sennym stanie. Wszystko tam jest nierealistyczne i dziwne. Uratować może go tylko Charlotte. Gościnnie: Michael D. Cohen jako Ścios, Matthew Zhang jako Oliver, Jill Benjamin jako Pani Shapen |                                                                          |               |                                      |                      |                   |        |
| 21 | Dzieciuch uziemiony Kid Grounded                                         | Russ Reinsel  | Dan Schneider i Christopher J. Nowak | 4 kwietnia 2015      | 6 listopada 2015  | 121    |
| Henryk otrzymuje szlaban od rodziców, przez co nie może chodzić do pracy. Kiedy jako Dzieciuch zastępuje go Charlotte, chłopak jest zazdrosny i stara się odzyskać posadę. Gościnnie: Michael D. Cohen jako Ścios, Jeffrey Nicholas Brown jako Jake, Kelly Sullivan jako Kris |                                                                          |               |                                      |                      |                   |        |
| 22 | Kapitan Gnida Captain Jerk                                               | Mike Coron    | Dan Schneider i Dave Malkoff         | 11 kwietnia 2015     | 9 listopada 2015  | 122    |
| Kapitan Bee stara się poprawić swój image organizując konkurs, którego troje zwycięzców w nagrodę będzie mogło zwiedzić jego sekretną siedzibę. Kiedy w zwycięskiej trójce znajdują się przyjaciele Henryka, chłopak obawia się o swój sekret. Gościnnie: Michael D. Cohen jako Ścios, Jeffrey Nicholas Brown jako Jake, Kelly Sullivan jako Kris, Carrie E. Barrett jako Mary Gaperman, Winston Story jako Trent Overunder, Duncan Bravo jako Gooch, Shayne Topp jako Dennis                            |                                                                          |               |                                      |                      |                   |        |
| 23 | Wiadro – pułapka The Bucket Trap                                         | Nathan Kress  | Dan Schneider i Dana Olsen           | 18 kwietnia 2015     | 10 listopada 2015 | 123    |
| Henryk i Charlotte chcą powiedzieć swojemu przyjacielowi Jasperowi o tym, że Henryk jest Strasznym Dzieciuchem, a ponieważ Ray ma obawy, postanawiają wyjawić mu jakiś zmyślony sekret i sprawdzić, czy zachowa dyskrecję. Gościnnie: Jeffrey Nicholas Brown jako Jake, Mason Davis jako Max |                                                                          |               |                                      |                      |                   |        |
| 24 | Henryk i niegrzeczna dziewczynka, część 1 Henry and the Bad Girl, Part 1 | Steve Hoefer  | Dan Schneider i Jake Farrow          | 2 maja 2015          | 12 listopada 2015 | 124    |
| Gang grafficiarzy, Nocne Szczury, zostawia swoje malarskie ślady w całym mieście. Próbując wytropić przywódcę gangu, Straszny Dzieciuch ulega urokowi pewnej grafficiarskiej ślicznotce. Staje w jej obronie i przeciwstawia się Kapitanowi Bee. Gościnnie: Carrie E. Barrett jako Mary Gaperman, Winston Story jako Trent Overunder, Matthew Zhang jako Oliver, Joe Kaprielian jako Sidney, Madison Iseman jako Veronica, Josh Fingerhut jako Van Del                                                   |                                                                          |               |                                      |                      |                   |        |
| 25 | Henryk i niegrzeczna dziewczynka, część 2 Henry & the Bad Girl, Part 2   | Steve Hoefer  | Dan Schneider i Dave Malfoff         | 9 maja 2015          | 12 listopada 2015 | 125    |
| Straszny Dzieciuch zszedł na złą drogę i przyłączył się do Nocnych Szczurów, które robią graffiti w całym mieście. Kapitan Bee desperacko próbuje znaleźć swojego zaginionego pomocnika i schwytać przywódcę gangu, Van Dela. Gościnnie: Michael D. Cohen jako Ścios, Jeffrey Nicholas Brown jako Jake, Matthew Zhang jako Oliver, Joe Kaprielian jako Sidney, Madison Iseman jako Veronica, Josh Fingerhut jako Van Del, Madison Dae Clarion jako Krisha                                                |                                                                          |               |                                      |                      |                   |        |
| 26 | Prawdziwa dziewczyna Jaspera Jasper's Real Girlfriend                    | David Kendall | Dan Schneider i Christopher J. Nowak | 16 maja 2015         | 11 listopada 2015 | 126    |
| Nikt nie wierzy Jasperowi, że ma dziewczynę. Okazuje się jednak, że naprawdę ją ma. Dziewczyna zatrzymuje się u Charlotte, ale źle interpretuje słowa Henryka i myśli, że Jasper kocha Charlotte. Zazdrosna próbuje zrobić dziewczynie krzywdę. Gościnnie: Michael D. Cohen jako Ścios, Jeffrey Nicholas Brown jako Jake, Matthew Zhang jako Oliver, Joe Kaprielian jako Sidney, Jada Facer jako Courtney                                                                                                |                                                                          |               |                                      |                      |                   |        |

### Seria 2: 2015-16
Dnia 18 listopada 2014 roku serial otrzymał zamówienie na drugi sezon
| 27 | Feralny Beat The Beat Goes On                                         | Adam Weissman | Dan Schneider i Christopher J. Nowak              | 12 września 2015     | 5 kwietnia 2016      | 201     |
| Dr Minyak przekształca Charlotte w super silną istotę, która ma schwytać Niebezpiecznego i Kapitana Bee po tym, jak dowiaduje się, że dziewczyna zna super bohaterów. Gościnnie: Michael D. Cohen jako Ścios, Jeffrey Nicholas Brown jako Jake, Mike Ostroski jako Dr. Minyak, Amber Bela Muse jako Cohorta, Benjamin Flores Jr. jako Li'l Biggie |                                                                       |               |                                                   |                      |                      |         |
| 28 | Jeden Henryk, trzy dziewczyny: część 1 One Henry, Three Girls: Part 1 | Adam Weissman | Dan Schneider                                     | 19 września 2015     | 6 kwietnia 2016      | 202     |
| Próbując dopaść Szaloną Babcię, starszą panią, która nieustannie terroryzuje Kapitana B podczas publicznych wystąpień, Henryk zmuszony jest lawirować między swoim życiem prywatnym, a zawodowym. Gościnnie: Carrie E. Barrett jako Mary Gaperman, Winston Story jako Trent Overunder, Anthony M. Bertram jako Oficer Kogen, Meave Tomalty jako Bianca, Madison Iseman jako Veronika, David Lengel jako Jed, Madison Iseman jako Veronika, Jade Pettyjohn jako Chloe, Angelica Salek jako Stephanie |                                                                       |               |                                                   |                      |                      |         |
| 29 | Jeden Henryk, trzy dziewczyny: część 2 One Henry, Three Girls: Part 2 | Steve Hoefer  | Dan Schneider i Dave Malkoff                      | 26 września 2015     | 7 kwietnia 2016      | 203     |
| Plany Henryka dotyczące tańca szkolnego komplikują się, gdy musi on również wystąpić jako Straszny Dzieciuch. Henryk jest zmuszony podjąć niewłaściwą decyzję. Gościnnie: Meave Tomalty jako Bianca, David Lengel jako Jed, Jade Pettyjohn jako Chloe, Jason Sims-Prewitt jako Komendant Sullivan |                                                                       |               |                                                   |                      |                      |         |
| 30 | Henryk i dzięcioły Henry and the Woodpeckers                          | Mike Caron    | Dan Schneider i Avin Das                          | 3 października 2015  | 8 kwietnia 2016      | 204     |
| Henryk zostaje trenerem drużyny koszykówki Piper. Chłopak jest kwestionowany przez zarząd ligi i jej niekonwencjonalne zasady. Tymczasem Ścios i Ray robią sobie wyścig na najdłuższą brodę. Gościnnie: Michael D. Cohen jako Ścios, Jeffrey Nicholas Brown jako Jake, Wendy Braun jako pani Sherwood, Layla Crawford jako Sophie, Rodney J. Hobbs jako pan Berman, Mandy June Turpin jako pani Weiner |                                                                       |               |                                                   |                      |                      |         |
| 31 | Kapitan Bee: Na wakacjach Captain Man Goes On Vacation                | Nathan Kress  | Dan Schneider i Christopher J. Nowak              | 10 października 2015 | 11 kwietnia 2016     | 205     |
| Ray musi wyjechać ze Swellview na ślub kuzyna, lecz niechce powieżyc ochrony miasta Henrykowi, Charlotte i Ściosowi, ponieważ uważa, że nie dadzą sobie rady. W ostatecznym momencie się zgadza, ale z niechęcią. Gościnnie: Michael D. Cohen jako Ścios, Jeffrey Nicholas Brown jako Jake, Matthew Zhang jako Oliver, Joe Kaprielian jako Sidney, Ryan Grassmeyer jako Jeff |                                                                       |               |                                                   |                      |                      |         |
| 32 | Czasożart The Time Jerker                                             | Steve Hoefer  | Dan Schneider i Jay Kogen                         | 7 listopada 2015     | 4 kwietnia 2016      | 206     |
| Kiedy Niebezpieczny i Kapitan Bee walczą z Czasożartem, Henryk przypadkowo wpada do wehikułu czasu. Przeżywa kilkakrotnie ten sam dzień, który jest bardzo pechowy dla innych uczestników wydarzeń. Gościnnie: Michael D. Cohen jako Ścios, Jeffrey Nicholas Brown jako Jake, Kelly Sullivan jako Kris, Matthew Zhang jako Oliver, Joe Kaprielian jako Sidney, Andrew Caldwell jako Mitch, Joey Richter jako Czasożart |                                                                       |               |                                                   |                      |                      |         |
| 33 | Sekretna wołowina Secret Beef                                         | Adam Weissman | Dan Schneider i Dave Malkoff                      | 14 listopada 2015    | 12 kwietnia 2016     | 207     |
| Henryk otrzymuje zaproszenie do najbardziej ekskluzywnej restauracji Swellview i postanawia przyprowadzić swojego szefa, Raya. Lecz potem zmienia zdanie i chce zabrać na kolację swoją dziewczynę. Sprawy komplikują się, kiedy Ray idzie w przebraniu Henryka do restauracji. Gościnnie: Michael D. Cohen jako Ścios, Jeffrey Nichols Brown jako Jake, Kelly Sullivan jako Kris, Carrie Barrett jako Mary Gaperman, Winston Story jako Trent Overunder, Jill Benjamin jako Pani Shapen, Maeve Tomalty jako Bianca, Joey Richter jako Czasożart, Rob Locke jako Turk Nieobecna: Ella Anderson jako Piper Hart |                                                                       |               |                                                   |                      |                      |         |
| 34 | Zazdrosny Henryk Henry's Jelly                                        | Adam Weissman | Dan Schneider i Avin Das                          | 21 listopada 2015    | 13 kwietnia 2016     | 208     |
| Po tym, jak Jasper jest chwalony za bycie lokalnym bohaterem, Henry staje się zazdrosny, że to Niebezpieczny jest tym, który powinien otrzymywać wszystkie podziękowania. Gościnnie: Jeffrey Nichols Brown jako Jake, Kelly Sullivan jako Kris, Carrie Barrett jako Mary Gaperman, Winston Story jako Trent Overunder, Matthew Zhang jako Oliver, Jill Benjamin jako Pani Shapen, Joe Kaprielian jako Sidney, Zach Callison jako Chet, Toby Wilson jako Dirk Nieobecna: Ella Anderson jako Piper Hart |                                                                       |               |                                                   |                      |                      |         |
| 35 | Gwiazdkowy Henryk Christmas Danger                                    | Steve Hoefer  | Dan Schneider i Christopher J. Nowak              | 28 listopada 2015    | 2 listopada 2016     | 209     |
| Kapitan Bee zostaje aresztowany za popełnienie drobnego przestępstwa. Okazuje się, że Swellview ma bardzo głupie prawa, które psują Jasper i Henryk, ponieważ chcą uratować Kapitana z więzienia, lecz sami tam idą. Charlotte zabiera policja za patrzenie się, a rodzice Henryka, aby spędzić święta z synem, ściagają spodnie policjantowi i wyrzcają pistolet. Wszyscy bohaterowie oprócz Piper muszą teraz spędzić Gwiazdkę w areszcie. Gościnnie: Jeffrey Nichols Brown jako Jake, Kelly Sullivan jako Kris, Anthony M. Bertram jako Oficer Kogen, Timothy Brennen jako Wiceburmistrz, Anna Lenes jako Evelyn Hall, Jason Sims-Prewitt jako Komendant Sullivan, Bruno Amato jako Harold |                                                                       |               |                                                   |                      |                      |         |
| 36 | Niezniszczalny Henryk, część 1 Indestructible Henry, Part 1           | Nathan Kress  | Dan Schneider i Jay Kogen                         | 19 marca 2016        | 24 października 2016 | 210     |
| Kiedy Niebezpieczny jest prawie ciężko ranny podczas misji, Henryk decyduje się przejść przez zagęszczacz, aby stać się niezniszczalnym jak Kapitan Bee. Gościnnie: Michael D. Cohen jako Ścios, Jeffrey Nicholas Brown jako Jake, Kelly Sullivan jako Kris |                                                                       |               |                                                   |                      |                      |         |
| 37 | Niezniszczalny Henryk, część 2 Indestructible Henry, Part 2           | Russ Reinsel  | Dan Schneider i Dave Malkoff                      | 26 marca 2016        | 25 października 2016 | 211     |
| Kiedy Henryk otrzymuje nieoczekiwany efekt uboczny przechodzenia przez zagęszczacz, musi ukryć go przed rodziną, podczas gdy przyjaciele pracują, aby pomóc mu wrócić do normalności. Gościnnie: Michael D. Cohen jako Ścios, Jeffrey Nicholas Brown jako Jake, Kelly Sullivan jako Kris, Joshua Carlon jako Dex |                                                                       |               |                                                   |                      |                      |         |
| 38 | Tekst, kłamstwa i kasety wideo Text, Lies & Video                     | Steve Hoefer  | Dan Schneider i Avin Das                          | 9 kwietnia 2016      | 26 października 2016 | 212     |
| Henryk wysyła do Piper wideo, jak z Rayem przemieniają się w superbohaterów. Przyjaciele są teraz w niebezpieczeństwie. Henryk musi odzyskać telefon Piper i usunąć nagranie, nim się o tym dowie. Zadanie jest trudniejsze, niż się wydawało. Gościnnie: Jeffrey Nicholas Brown jako Jake, Kate Cook jako Pani Hendricks |                                                                       |               |                                                   |                      |                      |         |
| 39 | Odwrotny świat Opposite Universe                                      | Adam Weissman | Dan Schneider i Christopher J. Nowak              | 16 kwietnia 2016     | 27 października 2016 | 213     |
| Przez burzę, elektryczność w kryjówce się psuje. Henryk i Charlotte podróżują do przeciwnego wszechświata, w którym źli odpowiednicy Raya i Ściosa chcą zniszczyć Piper. Gościnnie: Michael D. Cohen jako Ścios, Jeffrey Nichols Brown jako Jake, Matthew Zhang jako Oliver, Joe Kaprielian jako Sidney, Andrew Caldwell jako Mitch |                                                                       |               |                                                   |                      |                      |         |
| 40 | Grobowe niebezpieczeństwo Grave Danger                                | David Kendall | Dan Schneider, Andrew Reese Thomas i Joe Sullivan | 23 kwietnia 2016     | 28 października 2016 | 217     |
| Kiedy Ray zaczyna się dziwnie zachowywać, Henry i Charlotte badają sprawę i są zaskoczeni, gdy odkrywają przyczynę jego zachowania. Aby to udowodnić, Henryk i Ray jadą na cmentarz i dokopują się do grobu strego przyjaciela. Gościnnie: Michael D. Cohen jako Ścios, Brandon Weaver jako Brad, Jake Farrow jako głos Brada |                                                                       |               |                                                   |                      |                      |         |
| 41 | Wola ospa Ox Pox                                                      | Steve Hoefer  | Dan Schneider i Samantha Martin                   | 30 kwietnia 2016     | 31 października 2016 | 218     |
| Kiedy Piper zapada na tajemniczą chorobę zwaną wolą ospą, Kapitan Bee musi przenieść się w czasie do XVIII wieku, aby znaleźć jedyne lekarstwo. Gościnnie: Michael D. Cohen jako Ścios, Jeffrey Nicholas Brown jako Jake |                                                                       |               |                                                   |                      |                      |         |
| 42 | Dwóch Henryków Twin Henrys                                            | Russ Reinsel  | Dan Schneider i Avin Das                          | 7 maja 2016          | 3 sierpnia 2016      | 216     |
| Henryk ma zmiennokształtnego androida, który zastępuje go na rodzinnym obiedzie, aby mógł oglądać walkę MMA z Charlotte, Rayem i Ściosem. Gościnnie: Michael D. Cohen jako Ścios, Jeffrey Nichols Brown jako Jake, Steve Lewis jako Mark |                                                                       |               |                                                   |                      |                      |         |
| 43-44 | Niebezpieczny i Grzmotomocna Danger & Thunder                         | Steve Hoefer  | Dan Schneider, Jay Kogen i Dave Malkoff           | 18 czerwca 2016      | 19 listopada 2016    | 214-215 |
| Kapitan Bee, Niebezpieczny i Phoebe Grzmotomocna udają się na tajne spotkanie złoczyńców w przebraniu przestępców. Phoebe odkrywa nieoczekiwanego uczestnika spotkania. Podczas walki Kapitan Bee zostaje porwany, a wszyscy przestępcy chcą się na nim zemścić. Grzmotomocni, role główne: Kira Kosarin jako Phoebe Grzmotomocna, Jack Griffo jako Max Grzmotomocny Gościnnie: Michael D. Cohen jako Ścios, Jeffrey Nicholas Brown jako Jake, Mike Ostroski jako Dr Minyak, Ryan Grassmeyer jako Jeff, Ben Giroux jako Dzieciaczek, Amber Bela Muse jako Cohorta, Anna Lenes jako Evelyn Hall, Joey Richter jako Czasożart, Josh Fingerhut jako Van Del, Albert Minero Jr. jako Larry, Daniel Kaemon jako Wiertełko, Julia May Wong jako Dziewczyna Kosmitka, (Joseph Salazar, Greg Nusssen, Calico Cooper) jako Trzej Muchachos |                                                                       |               |                                                   |                      |                      |         |
| 45 | Znam twój sekret I Know Your Secret                                   | Russ Reinsel  | Dan Schneider i Christopher J. Nowak              | 17 lipca 2016        | 1 listopada 2016     | 219     |
| Henryk dostaje notatki o tym, że nadawca zna jego sekret. Pomocnik superbohatera ma tylko jedną tajemnicę. Gościnnie: Michael D. Cohen jako Ścios, Jeffrey Nicholas Brown jako Jake, Kelly Sullivan jako Kris, Matthew Zhang jako Oliver, Jill Benjamin jako Pani Shapen, Joe Kaprielian jako Sidney, Anthony M. Bertram jako Officer Kogen, David Lengel jako Jed, Kate Cook jako Pani Hendricks |                                                                       |               |                                                   |                      |                      |         |

### Seria 3: 2016-17
| 46 | Rybiata pełna zabójczych robali A Fiñata Full of Death Bugs | Steve Hoefer              | Dan Schneider i Christopher J. Nowak       | 17 września 2016    | 24 kwietnia 2017                            | 301    |
| Gdy piniata pełna zabójczych robali trafia przez przypadek na przyjęcie urodzinowe dziewczynki, Niebezpieczny i Kapitan muszą wejść w przebraniu na urodziny aby zabrać rybiatę, zanim będzie za późno. Gościnnie: Michael D. Cohen jako Ścios, Carrie Barrett jako Mary Gaperman, Winston Story jako Trent Overunder, Saylor Bell jako Marla |                                                             |                           |                                            |                     |                                             |        |
| 47 | Mufinka miłości Love Muffin                                 | Steve Hoefer              | Dan Schneider i Hayes Jackson              | 24 września 2016    | 25 kwietnia 2017                            | 302    |
| Henry i Charlotte odkrywają dziwne zachowanie Raya. Okazuje się, że zakochany nagle ogłasza plany małżeństwa z nieznaną kobietą. Gościnnie: Michael D. Cohen jako Ścios, Courtney Henggeler jako Gwen |                                                             |                           |                                            |                     |                                             |        |
| 48 | Machina wrzasku Scream Machine                              | Nathan Kress              | Dan Schneider i Dave Malkoff               | 1 października 2016 | 26 kwietnia 2017                            | 303    |
| Wynalazek Charlotte na konkurs zostaje przypadkowo zniszczony przez Ściosa. W próbie odbudowy machiny, Ścios gubi plany. Teraz Ray, Henryk i Ścios muszą odbudować wynalazek bez planów i odwieść go na czas przed oceną jurorów. Gościnnie: Michael D. Cohen jako Ścios, Jeffrey Nicholas Brown jako Jake, Kayla Madison jako Jana Tetrazini, Tristen MacDonald jako Pani Tanner |                                                             |                           |                                            |                     |                                             |        |
| 49 | Cuksy w gębie Mouth Candy                                   | Adam Weissman             | Dan Schneider i Christopher J. Nowak       | 8 października 2016 | 27 kwietnia 2017                            | 305    |
| Ray ma dosyć fałszywych wezwań od Jaspera, lecz ten zostaje fałszywie oskarżony o kradzież słodyczy. Kapitan i Niebezpieczny muszą uwolnić Jaspera i udowodnić, że to Mitch Bilsky był prawdziwym złodziejem. Gościnnie: Matthew Zhang jako Oliver, Jill Benjamin jako Pani Shapen, Andrew Caldwell jako Mitch, Henry Dittman jako Pan Słodzik, David Lengel jako Jed Nieobecna: Ella Anderson jako Piper Hart |                                                             |                           |                                            |                     |                                             |        |
| 50 | Wojna o chipsy The Trouble with Frittles                    | Adam Weissman             | Dan Schneider i Samantha Martin            | 5 listopada 2016    | 28 kwietnia 2017                            | 304    |
| Kapitan Bee i Niebezpieczny toczą debatę na temat ulubionego rodzaju chipsów w Swellview. Wraz ze wzrostem napięcia superbohaterowie muszą znaleźć sposób, aby ich osobiste preferencje dotyczące przekąsek nie wpływały na ich pracę. Gościnnie: Michael D. Cohen jako Ścios, Carrie Barrett jako Mary Gaperman, Winston Story jako Trent Overunder, Matthew Zhang jako Oliver, Jill Benjamin jako Pani Shapen, Joe Kaprielian jako Sidney, Alec Mapa jako Jack Frittleman, Saylor Bell jako Marla                                                                 |                                                             |                           |                                            |                     |                                             |        |
| 51-52 | Szybki Niebezpieczny Hour of Power                          | Steve Hoefer Russ Reinsel | Dan Schneider i Dave Malkoff Andrew Thomas | 11 listopada 2016   | 1 maja 2017 (część 1) 2 maja 2017 (część 2) | 994-60 |
| Drex, były pomocnik Kapitana Bee, który stał się przestępcą, uciekł przypadkiem z więzienia. W ramach zemsty Drex więzi Kapitana w niezniszczalnym pudełku. Po nieudanej walce i zawstydzeniu, Henryk dostaje od Ściosa i jego przyjacieli moc, czym jest super szybkie odruchy. Teraz może pokonać swojego wroga. Gościnnie: Michael D. Cohen jako Ścios, Carrie Barrett jako Mary Gaperman, Winston Story jako Trent Overunder, Tommy Walker jako DrexDanielle Morrow jako Kooschtello, Jeremy Rowley jako Schwahbbit Nieobecna: Ella Anderson jako Piper Hart    |                                                             |                           |                                            |                     |                                             |        |
| 53 | Niebezpieczny zbijany Dodging Danger                        | Adam Weissman             | Dan Schneider i Hayes Jackson              | 3 grudnia 2016      | 3 maja 2017                                 | 311    |
| Kiedy Henryk używa swojej nowej supermocy, w turnieju Zbijanego, po tym jak jeden z uczestników nie mógł zagrać w meczu, Ray, Ścios i Charlotte pod przykrywką chcą dać Henrykowi cenną lekcję. Gościnnie: Michael D. Cohen jako Ścios, Matthew Zhang jako Oliver, Andrew Caldwell jako Mitch |                                                             |                           |                                            |                     |                                             |        |
| 54 | Niebezpieczna podwójna randka Double Date Danger            | Steve Hoefer              | Dan Schneider i Hayes Jackson              | 11 lutego 2017      | 4 maja 2017                                 | 314    |
| Siostrzenica pani Shapen – Noel przyjeżdża do miasta i zamieszkuje u Henryka. Potem wybiera pójście na randkę z Jasperem zamiast Henrykiem. Niebezpieczny odkrywa, że Noelle ma znacznie większe plany w realizacji. Gościnnie: Jeffrey Nicholas Brown jako Jake, Kelly Sullivan jako Kris, Jill Benjamin jako Pani Shapen, Daniel Kaemon jako Wiertełko, Annalisa Cochrane jako Noelle, Ethan Suess jako Kale, Andrew Fox jako Sebastian |                                                             |                           |                                            |                     |                                             |        |
| 55 | Zdobywcy z kosmosu, Część 1 Space Invaders, Part 1          | Mike Caron                | Dan Schneider i Joe Sullivan               | 11 marca 2017       | 2 lipca 2017                                | 312    |
| Kapitan i Niebezpieczny dowiadują się, że astronauci zostali wzięci jako zakładnicy na pokładzie stacji kosmicznej. Pożyczają kapsułę miłości Ściosa i wyruszają na ratunek astronautą. Na miejscu są zaskoczeni. Gościnnie: Michael D. Cohen jako Ścios, Jeffrey Nicholas Brown jako Jake, Carrie Barrett jako Mary Gaperman, Winston Story jako Trent Overunder, Jeff Witzke jako Jim, Michael C. Alexander jako Neil, Emma Shannon jako Kelsey |                                                             |                           |                                            |                     |                                             |        |
| 56 | Zdobywcy z kosmosu, Część 2 Space Invaders, Part 2          | Mike Caron                | Dan Schneider i Christopher J. Nowak       | 18 marca 2017       | 9 lipca 2017                                | 313    |
| Na stacji Kapitan Bee i Niebezpieczny odkrywają, że sprawcą jest mała dziewczynka. Po uświadomieniu sobie, że astronauci przeprowadzają eksperymenty na królikach, superbohaterowie postanawiają jej pomóc. Gościnnie: Michael D. Cohen jako Ścios, Jeffrey Nicholas Brown jako Jake, Carrie Barrett jako Mary Gaperman, Winston Story jako Trent Overunder, Jeff Witzke jako Jim, Michael C. Alexander jako Neil, Emma Shannon jako Kelsey |                                                             |                           |                                            |                     |                                             |        |
| 57 | Gazu, bo się pali Gas or Fail                               | David Kendall             | Dan Schneider i Hayes Jackson              | 25 marca 2017       | 16 lipca 2017                               | 306    |
| Kiedy Kapitan Bee zostaje uwięziony pod ziemią, Henryk musi wymyślić sposób, aby wymknąć się z lekcji w swojej szkole, aby uratować Raya. W tym pomagają mu przyjaciele i Ścios. Gościnnie: Michael D. Cohen jako Ścios, Carrie Barrett jako Mary Gaperman, Winston Story jako Trent Overunder, Matthew Zhang jako Oliver, Jill Benjamin jako Pani Shapen Nieobecna: Ella Anderson jako Piper Hart |                                                             |                           |                                            |                     |                                             |        |
| 58 | Terapia kontroli gniewu JAM Session                         | Adam Weissman             | Dan Schneider i Christopher J. Nowak       | 8 kwietnia 2017     | 2 listopada 2017                            | 309    |
| Kiedy Ray słyszy, że Piper uczęszcza na Terapię Kontroli Gniewu, aby zająć się swoimi problemami ze złością, zakłada się z Henrykiem, że sprawi aby Piper straciła panowanie nad sobą przed końcem wieczora. Gościnnie: Michael D. Cohen jako Ścios, Jeffrey Nicholas Brown jako Jake, Kelly Sullivan jako Kris, Carrie Barrett jako Mary Gaperman, Winston Story jako Trent Overunder, Jon Root jako Pan Kelvin, Xavier J. Watson jako Mickey |                                                             |                           |                                            |                     |                                             |        |
| 59 | Licencja na latanie License to Fly                          | David Kendall             | Dan Schneider i Dave Malkoff               | 15 kwietnia 2017    | 9 listopada 2017                            | 315    |
| Ray pozwala Henrykowi latać helikopterem, ale dla Raya to za dużo, kiedy zaczyna zachowywać się jak zdenerwowany rodzic. Charlotte, Jasper i Piper znajdują maszynę do waty cukrowej w Składzie Rupieci i zaczynają robić watę cukrową. Gościnnie: Tim Storms jako Brat Ballerino |                                                             |                           |                                            |                     |                                             |        |
| 60 | Zielone palce Green Fingers                                 | Steve Hoefer              | Dan Schneider i Dave Malkoff               | 22 kwietnia 2017    | 16 listopada 2017                           | 310    |
| Henryk, jego przyjaciele j rodzina zachorowują na dziwną chorobę Ściosa. Jednym z objawów są zielone palce. Teraz Ścios musi wynaleźć lekarstwo, aby rodzina nie musiała być na kwarantannie. Gościnnie: Michael D. Cohen jako Ścios, Jeffrey Nicholas Brown jako Jake, Kelly Sullivan jako Kris |                                                             |                           |                                            |                     |                                             |        |
| 61 | W dwóch dziurach Stuck in Two Holes                         | Harry Matheu              | Dan Schneider i Hayes Jackson              | 29 kwietnia 2017    | 23 listopada 2017                           | 317    |
| Podczas pościgu za najgłupszym przestępcą Swellview, Kapitan i Niebezpieczny utykają w dwóch dziurach. Nie mogą się ruszyć nawet aby zadzwonić po pomoc. Zmartwiona Charlotte postanawia ich poszukać, kiedy nie dają znaku życia. Pomagają jej w tym Piper i Jasper. Gościnnie: Michael D. Cohen jako Ścios, Jeffrey Nicholas Brown jako Jake, Ryan Grassmeyer jako Jeff, Anthony M. Bertram jako Oficer Kogen |                                                             |                           |                                            |                     |                                             |        |
| 62 | Na żywo i niebezpiecznie, część 1 Live & Dangerous: Part 1  | Adam Weissman             | Dan Schneider i Christopher J. Nowak       | 16 września 2017    | 30 listopada 2017                           | 319    |
| Kapitan i Niebezpieczny zostają zaproszeni na przyjęcie do znanego influencera. Jednak na miejscu zostają wykorzystani przez Frankiniego i jego pomocnika. Tymczasem Charlotte opiekuje się Piper. Gościnnie: Michael D. Cohen jako Ścios, Jeffrey Nicholas Brown jako Jake, Frankie Grande jako Frankini, Zoran Korach jako Goomer |                                                             |                           |                                            |                     |                                             |        |
| 63 | Na żywo i niebezpiecznie, część 2 Live & Dangerous: Part 2  | Russ Reinsel              | Dan Schneider i Hayes Jackson              | 23 września 2017    | 7 grudnia 2017                              | 320    |
| Bohaterowie zostają uwięzieni w dziwnych spodniach dzięki którym Frankini może nimi sterować. Kapitan i Niebezpieczny muszą teraz robić ohydne rzeczy, a wszystko dzieje się na żywo w internecie. Frankini ogłasza coś strasznego co może zniszczyć Kapitana i Niebezpiecznego. Teraz Charlotte, Ścios, Piper, Jasper, Oliver i Sidney postanawiają im pomóc. Gościnnie: Michael D. Cohen jako Ścios, Matthew Zhang jako Oliver, Joe Kaprielian as Sidney, Frankie Grande jako Frankini, Zoran Korach jako Goomer                                                  |                                                             |                           |                                            |                     |                                             |        |
| 64 | Balony zagłady Balloons of Doom                             | Steve Hoefer              | Dan Schneider i Dave Malkoff               | 30 września 2017    | 14 grudnia 2017                             | 318    |
| Minyak i jego pomagierka wchodzą na spotkanie fanów Kapitana. Z fanów robią zakładników, a Piper zostaje przywiązana do krzesła. Bohaterowie nie mogą jej pomóc, ponieważ uczestniczą w rozmowie video z Minyakiem, a kiedy się ruszą z kryjówki, przestępca wystrzeli swoją bronią w balony przywiązane do krzesła, wtedy Piper zostanie wysłana gdzieś na księżyc. Gościnnie: Michael D. Cohen jako Ścios, Jeffrey Nicholas Brown jako Jake, Mike Ostroski jako Dr Minyak, Amber Bela Muse jako Cohorta, Samuel Sadovnik jako Benny, Izabella Alvarez jako Sharon |                                                             |                           |                                            |                     |                                             |        |
| 65 | Swellview ma talent Swellview's Got Talent                  | Steve Hoefer              | Dan Schneider i Christopher J. Nowak       | 7 października 2017 | 21 grudnia 2017                             | 316    |
| Bohaterowie są jurorami w programie „Swellview ma talent”, ale kiedy na scenie uczestnicy zaczynają zachowywać się dziwnie, Charlotte i Ścios przychodzą przebrani za jednych z uczestników, aby dowiedzieć się kto stoi za serią przestępstw w programie. Gościnnie: Michael D. Cohen jako Ścios, Jeffrey Nicholas Brown jako Jake, Charlie Burg jako Steven Sharp, Kevin Railsback jako Danny Chest |                                                             |                           |                                            |                     |                                             |        |

### Seria 4: 2017-18
| 66 | Chory i śledzony Sick & Wired                         | Adam Weissman              | Dan Schneider i Hayes Jackson                     | 21 października 2017 | 4 maja 2018      | 404 |
| Ray nie wierzy w chorobę Henryka. W jego domu umieszcza kamery i mikrofony, by złapać go na kłamstwie. Gościnnie: Jeffrey Nicholas Brown jako Jake, Michael D. Cohen jako Ścios, Sandra Gimpel jako Flanna, Anthony M. Bertram jako Oficer Kogen |                                                       |                            |                                                   |                      |                  |     |
| 67 | Solówa w szkole Brawl in the Hall                     | Steve Hoefer               | Dan Schneider i Dave Malkoff                      | 4 listopada 2017     | 11 maja 2018     | 405 |
| Kiedy Charlotte zostaje wyzwana na solówę, Kapitan i Niebezpieczny próbują jej pomóc wygrać walkę. Gościnnie: Jill Benjamin jako Pani Shapen, Michael D. Cohen jako Ścios, Carrie Barrett jako Mary, Winston Story jako Trent, Marisa Baram jako Bysh, Anthony M. Bertram jako Oficer Kogen, Adam Tait jako Officer Doobin |                                                       |                            |                                                   |                      |                  |     |
| 68 | Zrzutka kamieni The Rock Box Dump                     | Russ Reinsel               | Dan Schneider i Samantha Martin                   | 11 listopada 2017    | 18 maja 2018     | 406 |
| Zostaje opublikowany raport, że super moc, którą posiada Niebezpieczny jest chorobą. Niebezpieczny mu teraz przekonać wszystkich mieszkańców Swellview, że to nieprawda. Gościnnie: Matthew Zhang jako Oliver, Jill Benjamin jako Pani Shapen, Carrie Barrett jako Mary, Winston Story jako Trent, Anna Lenes jako Evelyn Hall, David Pressman jako Dr Skurvy |                                                       |                            |                                                   |                      |                  |     |
| 69-71 | Niebezpieczne gry Danger Games                        | Steve Hoefer               | Dan Schneider, Christopher J. Nowak i Jake Farrow | 25 listopada 2017    | 25 maja 2018     | 991 |
| Dr Minyak zamierza zepsuć ogólnoświatowy koncert charytatywny Double G. Kapitan i Niebezpieczny łączą siły z Game Shakers, by pokonać Dr Minyaka. Game Shakers, role główne: Cree Cicchino jako Babe Carano, Madisyn Shipman jako Kenzie Bell, Benjamin Flores Jr. jako Tripple G., Thomas Kuc jako Hudson Gumble, Kel Mitchell jako Double G. Gościnnie: Michael D. Cohen jako Ścios, Carrie Barrett jako Mary, Winston Story jako Trent, Mike Ostroski jako Dr Minyak, Amber Bela Muse jako Cohorta, Jeffrey Nicholas Brown jako Jake, Kelly Sullivan jako Kris, William Romeo jako Bork, Bubba Ganter jako Bunny(Game Shakers), Sheldon Bailey jako Ruthless(Game Shakers), Kayla Madison jako Jana, Anthony M. Bertram jako Oficer Kogen, Kartik Ash jako Książę Fuh'ard, Victoria Oscar jako Bubs Dixon Gość specialny: Snoop Dogg |                                                       |                            |                                                   |                      |                  |     |
| 72 | Niebezpieczna kreskówka Toon in for Danger            | Steve Hoefer               | Dan Schneider i Samantha Martin                   | 15 stycznia 2018     | 1 czerwca 2018   | 411 |
| Henryk i Ray otrzymują kopię nowej kreskówki o Niebezpiecznym i Kapitanie. Dzieło im się nie podoba i postanawiają je poprawić przed premierą. Gościnnie: Michael D. Cohen jako Ścios, Jeffrey Nicholas Brown jako Jake, Matthew Zhang jako Oliver, Carrie Barrett jako Mary, Kate Cook jako Pani Hendricks, Matthew Downs jako Nate, Devin Sidell jako Megan, Jonathan Chase jako Brian Bender Gość specialny: Shaun White |                                                       |                            |                                                   |                      |                  |     |
| 73 | Poznanko Meet Cute Crush                              | Russ Reinsel               | Dan Schneider i Joe Sullivan                      | 10 lutego 2018       | 8 czerwca 2018   | 418 |
| Henryk i Ray postanawiają pomóc Piper poznać chłopaka ze szkoły, który wpadł jej w oko. Gościnnie: Luca Alexander jako Jackson Bartell, Olivia DeLaurentis jako Lauren |                                                       |                            |                                                   |                      |                  |     |
| 74 | Powrót do przeszłości cz. 1 Back to the Danger Part 1 | David Kendall              | Dan Schneider & Andrew Thomas                     | 24 marca 2018        | 5 listopada 2018 | 407 |
| Drex ucieka przed portalem Czasożarta. Henryk i Ray udają się w podróż w przeszłość, by powstrzymać go, nim ten bezpowrotnie zmieni przeszłość Raya. Gościnnie: Michael D. Cohen jako Ścios/młody Ścios, Carrie Barrett jako Mary, Winston Story jako Trent, Tommy Walker jako Drex, Dan Wells jako Deelo |                                                       |                            |                                                   |                      |                  |     |
| 75 | Wojownicy czasu cz. 2 Back to the Danger Part 2       | David Kendall              | Dan Schneider & Joe Sullivan                      | 31 marca 2018        | 5 listopada 2018 | 408 |
| Ray i Henryk ruszają w pościg za Drexem, przez którego Ray stał się zniszczalny. Gościnnie: Michael D. Cohen jako Ścios/młody Ścios, Tommy Walker jako Drex, Kale Culley jako młody Ray, Brendan Ford jako Carl Manchester |                                                       |                            |                                                   |                      |                  |     |
| 76 | Cięcia w budżecie Budget Cuts                         | Nathan Kress               | Dan Schneider & Dave Malkoff                      | 7 kwietnia 2018      | 6 listopada 2018 | 410 |
| Wiceburmistrz, aby zdobyć środki na budowę szybkiej kolei w Swellview, obcina budżet Raya. Kapitan i jego pomocnik muszą zacząć oszczędzać. Gościnnie: Timothy Brennen jako wiceburmistrz Willard, Michael D. Cohen jako Ścios, Jeffrey Nicholas Brown jako Jake, Abbie Cobb jako Cassie |                                                       |                            |                                                   |                      |                  |     |
| 77 | Diamenty są dla Heather Diamonds Are for Heather      | Nathan Kress               | Dan Schneider & Andrew Thomas                     | 14 kwietnia 2018     | 8 listopada 2018 | 417 |
| Niebezpieczny i Kapitan zostają wezwani do Muzeum Stołków i Klejnotów, by chronić przed kradzieżą rzadki Diament Neala. Gościnnie: Michael D. Cohen jako Ścios, Lizze Broadway jako Heather, Martin Garcia jako Jerome Sanchez |                                                       |                            |                                                   |                      |                  |     |
| 78 | Droga do gwiazd Car Trek                              | Nathan Kress               | Dan Schneider & Andrew Thomas                     | 14 kwietnia 2018     | 7 listopada 2018 | 412 |
| Urodzinowa wycieczka Charlotte na koncert Strasznej Grupy nie powiedzie się. Kapitan i Niebezpieczny zostają wezwani na ratunek. Gościnnie: Michael D. Cohen jako Ścios, Jeffrey Nicholas Brown jako Jake, Sam Becker jako Lobbie Homar |                                                       |                            |                                                   |                      |                  |     |
| 79 | Inwazja Dzieciaczka Toddler Invasion                  | Mike Caron                 | Dan Schneider i Samantha Martin                   | 5 maja 2018          | 13 maja 2019     | 416 |
| Dzieciaczek opanowuje Kryjówkę, a Charlotte i Jasper muszą tam jakoś zakraść, aby uwolnić Kapitana i Niebezpiecznego. Gościnnie: Michael D. Cohen jako Ścios, Ben Giroux jako Dzieciaczek |                                                       |                            |                                                   |                      |                  |     |
| 80 | Kapitankini Captain Man-kini                          | Steve Hoefer               | Dan Schneider i Hayes Jackson                     | 12 maja 2018         | 14 maja 2019     | 420 |
| Gdy internetowy celebryta zaczyna rozrabiać w Swellview, Kapitan zamienia się z Frankinim na ciała, by dotrzeć do tajnej siedziby. Gościnnie: Michael D. Cohen jako Ścios, Frankie Grande jako Frankini/Kapitan Bee, Zoran Korach jako Goomer, Dawson Fletcher jako Go-Bro, Lyne Odums jako babcia Sullivan, Cole Stotts jako Nuke, Kyle Weishaar jako Turk |                                                       |                            |                                                   |                      |                  |     |
| 81 | Małe kłamstewka Saturday Night Lies                   | Adam Weissman              | Dan Schneider i Hayes Jackson                     | 19 maja 2018         | 15 maja 2019     | 414 |
| Ray spotyka swoją byłą dziewczynę i próbuje jej zaimponować udając, że Henryk, Charlotte i Jasper są jego dziećmi. Gościnnie: Michael D. Cohen jako Ścios, Jeffrey Nicholas Brown jako Jake, Kelly Sullivan jako Kris, Katlyn Carlson jako Lacey Lumbar, Charlie Farrell jako Roger Reynolds, Andrew Hill Newman jako Rabin Greenstein, Jay Horton jako instruktor tenisa |                                                       |                            |                                                   |                      |                  |     |
| 82 | Henryk i problem z Frittle Henry's Frittle Problem    | Allison Scagliotti         | Dan Schneider i Dave Malkoff                      | 22 września 2018     | 16 maja 2019     | 415 |
| Tata Henryka otrzymuje nową pracę w Granicowie. Henryk i Ray przebierają się i dokonują sabotażu, by uniemożliwić tacie Henryka zdobycie stanowiska, przez które Henryk będzie musiał się wyprowadzić. Gościnnie: Jeffrey Nicholas Brown jako Jake, Kelly Sullivan jako Kris, Alec Mapa jako Jack Frittleman, Mike C. Nelson jako Buck, Jully Lee jako Kathleen, Christopher Christian jako Hugo |                                                       |                            |                                                   |                      |                  |     |
| 83 | Maniackie dyktando Spelling Bee Hard                  | Russ Reinsel               | Dan Schneider i Christoper J. Nowak               | 29 września 2018     | 17 maja 2019     | 419 |
| Doktor Minyak wyzywa Kapitana na ortograficzny pojedynek. Ray ma jednak problem z ortografią i robi dużo błędów. Gościnnie: Michael D. Cohen jako Ścios, Winston Story jako Trent, Carrie Barrett jako Mary, Mike Ostroski jako Dr Minyak, Nate Nay Kirby jako Samantha, Nathan Janak jako Carlos, Emma Shudde jako Isabella, Peter Cortes jako Joe, Matt Kelly jako Gary |                                                       |                            |                                                   |                      |                  |     |
| 84 | Po schodach Up the Stairs!                            | Adam Weissman              | Dan Schneider i Ben Adams & Sam Becker            | 6 października 2018  | 20 maja 2019     | 422 |
| W Składzie Rupieci zjawia się słynny szef kuchni, by kręcić telewizyjny program na żywo. Kapitan i Niebezpieczny muszą pokonać niemal kilometr schodów, by wystąpić w programie. Gościnnie: Michael D. Cohen jako Ścios, Jason Rogel jako Morgan Cośupich, Giovonnie Samuels jako Jessie |                                                       |                            |                                                   |                      |                  |     |
| 85 | Gumkaczka Rubber Duck                                 | Mike Caron                 | Dan Schneider i Hayes Jackson                     | 13 październik 2018  | 21 maja 2019     | 409 |
| Ray niechcący niszczy kolekcjonerski model wyścigówki taty Henryka. Kapitan i Niebezpieczny organizują manikiurowo-pedikiurowe przyjęcie, by zdobyć pieniądze na naprawę. Gościnnie: Jeffrey Nicholas Brown jako Jake, Kelly Sullivan jako Kris, Matthew Zhang jako Oliver Pook, Joe Kaprielian jako Sidney Birnbaum, Kaya Rosenthal jako Layla, Luis Victor Jimenez jako Zack, Michael Dunn jako Pan Curtis |                                                       |                            |                                                   |                      |                  |     |
| 86 | Wojna na kciuki, część 1 The Thumb Buddies            | Mike Caron i Adam Weissman | Dan Schneider, Joe Sullivan i Dave Malkoff        | 17 listopada 2018    | 22 maja 2019     | 413 |
| Kapitan i Niebezpieczny robią się zazdrośni, kiedy w Swellview pojawia się nowy zespół zwalczający przestępczość. Gościnnie: Carrie Barrett jako Mary, Winston Story jako Trent, Ryan Grassmeyer jako Jeff, Eddie Davenport jako Steve Nierdzewka, Tori Keeth jako Mandy, Jerry Traino jako Joey, Arnie Pantoja jako Mark |                                                       |                            |                                                   |                      |                  |     |
| 87 | Wojna na kciuki, część 2 Thumb Buddies Back           | Mike Caron i Adam Weissman | Dan Schneider, Joe Sullivan i Dave Malkoff        | 17 listopada 2018    | 23 maja 2019     | 421 |
| Kciuk-Brachy powracają z kosmosu i chcą zemścić się na Niebezpiecznym oraz Kapitanie. Gościnnie: Kelly Sullivan jako Kris, Jeffrey Nicholas Brown jako Jake, Jim Mahoney jako Joey, Arnie Pantoja jako Mark, Marc Oka jako Marcel, Matthew Kimbrough jako Farmer Gunch |                                                       |                            |                                                   |                      |                  |     |

### Seria 5: 2018-20
| 88 | Sflaczkowani Flabber Gassed                             | Adam Weissman      | Christopher J. Nowak              | 20 października 2018 | 24 maja 2019         | 501 |
| Z powodu swojego nonszalanckiego podejścia do walki Niebezpieczny i Kapitan zostają spryskani gazem, który sprawia, że nie mają nawet sił, by przezwyciężyć nowego bandytę w Swellview. Ścios ubiera ich w sterowane przez Charlotte i Jaspera kombinezony. Gościnnie : Jeffrey Nicholas Brown jako Jake, James Preston Rogers jako Barge |                                                         |                    |                                   |                      |                      |     |
| 89 | Niebezpieczne Sprawy Danger Things                      | David Kendall      | Jake Farrow                       | 8 października 2018  | 25 sierpnia 2019     | 502 |
| Piper zostaje porwana przez groźną istotę pochodzącą z innego wymiaru. Kapitan i Henryk ruszają jej na ratunek. Okazuje się, że dziewczyna przebywa w siedzibie Korporacji Nauki Zło, której pracownicy otworzyli portal. Gościnnie: Jeffrey Nicholas Brown jako Jake, Kelly Sullivan jako Kris, Carrie Barrett jako Mary, Winston Story jako Trent, Matthew Zhang jako Oliver, Matthew Patrick Davis jako Kevin, Kevin Symons jako Bill Zło, Swati Kapila jako Brenda |                                                         |                    |                                   |                      |                      |     |
| 90 | Urodziny Henryka Henry’s Birthday                       | Steve Hoefer       | Dave Malkoff                      | 3 listopada 2018     | 27 maja 2019         | 503 |
| Podczas swoich urodzin, Henryk zamiast świętować je musi złapać przestępcę który rabuje Bank krwi. Niestety nie dostaje pomocy od Kapitana Gościnnie: Jeffrey Nicholas Brown jako Jake, Kelly Sullivan jako Kris, Ryan Grassmeyer jako Jeff, Anthony M. Bertram jako Oficer Kogen, Desi-Dennis Dylan jako Terry, Vanessa Cater jako Oficer Swanson |                                                         |                    |                                   |                      |                      |     |
| 91 | Gwiżdżąca Zuzka Whistlin' Susie                         | Nathan Kress       | Joe Sullivan                      | 10 listopada 2018    | 28 maja 2019         | 504 |
| Kiedy w kryjówce pojawia się bomba atomowa z II wojny światowej, Ray i Henryk muszą się jej pozbyć, tak by nie naraźić ludzi. Nie obejdzie się bez problemów. Gościnnie: Timothy Brennen jako Wiceburmistrz Willard |                                                         |                    |                                   |                      |                      |     |
| 92 | Zlot miłośników kaktusów The Great Cactus Con           | Allison Scagliotti | Samantha Martin                   | 24 listopada 2018    | 29 maja 2019         | 505 |
| Jasper otrzymuje szansę, by zabrać swoją wymarzoną dziewczynę na Zlot Miłośników Kaktusów. Wydarzenie to zakłóca jednak tajemniczy złoczyńca. Superbohaterowie ruszają do akcji. Gościnnie: Leslie Korein jako Fran, Ariel Martin jako Patina, Paula Jay Fairbrother jako Morgan, Jaden Betts jako Timmy |                                                         |                    |                                   |                      |                      |     |
| 93 | Spadek mocy część 1: Nowe zło Part 1: A New Evil        | Mike Caron         | Andrew Thomas                     | 5 stycznia 2019      | 16 września 2019     | 506 |
| Henryk i jego rodzina stają się więźniami we własnym domu. Tymczasem Kapitan rusza na pomoc założycielowi TwitFlasha, a Charlotte i Ścios próbują rozwikłać zagadkę, dzięki której może uda się zmienić świat na lepsze. Gościnnie: Jeffrey Nicholas Brown jako Jake, Kelly Sullivan jako Kris, Carrie Barrett jako Mary, Winston Story jako Trent, Jeremy Guskin jako Pszczelarz, David Blue jako Rick Twitler, Kayla Madison jako Jana Tetrazini, Adi Ash jako Książę Fuh' Ard |                                                         |                    |                                   |                      |                      |     |
| 94 | Spadek mocy część 2: Nowy mrok Part 2: A New Darkness   | Adam Weissman      | Christopher J. Nowak              | 12 stycznia 2019     | 17 września 2019     | 507 |
| Jasper, Charlotte i Ścios pomagają Henrykowi odzyskać moc skradzioną przez złoczyńców. Gościnnie: Jeffrey Nicholas Brown jako Jake, Kelly Sullivan jako Kris, Jeremy Guskin jako Pszczelarz, David Blue jako Rick Twitler, Briana Kennedy jako Oficer Lacy |                                                         |                    |                                   |                      |                      |     |
| 95 | Spadek mocy część 3: Nowy bohater Part 3: A New Hero    | Adam Weissman      | Christopher J. Nowak              | 19 stycznia 2019     | 18 września 2019     | 508 |
| Ścios pracuje nad wynalezieniem antywirusa, który byłby w stanie udaremnić niecny plan. W trakcie, gdy Kapitan i Niebezpieczny toczą walkę z wrogiem. Gościnnie: Jeffrey Nicholas Brown jako Jake, Kelly Sullivan jako Kris, Carrie Barrett jako Mary Gaperman Winston Story jako Trent Overunder, David Blue jako Rick Twitler |                                                         |                    |                                   |                      |                      |     |
| 96 | Złamanoręki i Niebezpieczny Broken Armed and Dangerous  | Nathan Kress       | Dave Malkoff                      | 26 stycznia 2019     | 19 września 2019     | 510 |
| Henryk na oczach wszystkich łamie sobie rękę. Oznacza to, że sekret Henryka może łatwo wyjść na jaw. Superbohater wraz z przyjaciółmi musi znaleźć sposób na utrzymanie w sekrecie swojej tożsamości. Gościnnie: Jeffrey Nicholas Brown jako Jake, Kelly Sullivan jako Kris, Carrie Barrett jako Mary, Winston Story jako Trent, Jill Benjamin jako Pani Shapen, Ethan Martin Estrada jako Melvin, Javin Reid jako Tłumacz języka migowego |                                                         |                    |                                   |                      |                      |     |
| 97 | Rycerz i Niebezpieczny Knight & Danger                  | Harry Matheu       | Jake Farrow                       | 2 lutego 2019        | 20 września 2019     | 509 |
| W Swellview zjawia się rycerz Ryker. Kapitan oraz Niebezpieczny natychmiast aresztują go i przetrzymują w Zamku Burgera. Niebawem jednak dają się omamić i zaczynają udzielać mu pomocy. Drużyna rycerzy, role główne: Owen Joyner jako Arc, Daniella Perkins jako Ciara Gościnnie: Jeffrey Nicholas Brown jako Jake, Kevin Symons jako Bill Zło, Geno Sergers jako Ryker (Drużyna rycerzy), Vince Deadrick jako Człowiek w ogniu, Ryan Churchill jako Jerry, Caleb Brown jako Brandon, Swati Kapila jako Brenda, Mark Jacobson jako Ned |                                                         |                    |                                   |                      |                      |     |
| 98 | Wielka kradzież Otta Grand Theft Otto                   | David Kendall      | Sam Becker i Nick Dossman         | 16 lutego 2019       | 7 października 2019  | 511 |
| Otto, papuga szkolna Piper, powtarza, że 'Henryk to Niebezpieczny'. Henryk i Jasper zmuszeni są do reakcji. Postanawiają ją przetrzymać do momentu, gdy Ray, Charlotte oraz Ścios zdołają to naprawić. Gościnnie: Carrie Barrett jako Mary, Winston Story jako Trent, Jonathan Chase jako Brian, Dayna Dooley jako Oficer Walnut, Samantha Martin jako Otto (głos), Matt Baram jako Oficer Bitson, Paul Cuneo jako Oficer Roberts, Alex Enriquez jako Pablo |                                                         |                    |                                   |                      |                      |     |
| 99 | Cała rodzina Bilskich The Whole Bilsky Family           | Allison Scagliotti | Joe Sullivan                      | 23 lutego 2019       | 8 października 2019  | 512 |
| Kiedy, Piper zaprasza nowego chłopaka na rodzinną kolację, Henryk musi trzymać nerwy na wodzy. Gościnnie: Jeffrey Nicholas Brown jako Jake, Carrie Barrett jako Mary, Winston Story jako Trent, Andrew Caldwell jako Mitch, Ryan Grassmeyer jako Jeff, Anthony M. Bertram jako Oficer Kogen, Briana Kennedy jako Oficer Lacy, Gil De St. Jeor jako Billy, Lita Lopez jako Britney, Kalia Fullerton jako Listonoszka |                                                         |                    |                                   |                      |                      |     |
| 100 | Tajny pokój Secret Room                                 | Steve Hoefer       | Samantha Martin                   | 2 marca 2019         | 9 października 2019  | 513 |
| Kapitan ujawnia tajemniczy pokój. Charlotte, Jasper i Ścios z zazdrości urządzają lepszą wersję swojego. Wkrótce cała ekipa zaczyna zaciekle walczyć. Sprawy zaczynają wymykać się spod kontroli. Gościnnie: Jeffrey Nicholas Brown jako Jake, Winston Story jako Trent, Carrie Barrett jako Mary, Jill Benjamin jako Pani Shapen, Jeremy Guskin jako Pszczelarz, Dayna Dooley jako Oficer Walnut, Briana Kennedy jako Oficer Lacy, Kevin Allen jako Wiesiek, Albert Minero Jr jako Larry, Kevin Symons jako Bill Zło, Matthew Patrick Davis jako Kevin, Bing Putney jako Człowiek-kret, Mark Jacobson jako Ned, Luna Kup jako Dabo, Evan Girard-Sun jako Jimbo, Sophie Mackenzie Nack jako Balky, PJ Johal jako Izaak, Elisha Williams jako Zed |                                                         |                    |                                   |                      |                      |     |
| 101 | Moja kolacja z Wielkostopem My Dinner with Bigfoot      | Russ Reinsel       | Andrew Thomas                     | 9 marca 2019         | 10 października 2019 | 514 |
| Niebezpieczny i Kapitan próbują pozbyć się natrętnego myśliwego, który próbuje schwytać ich nowego przyjaciela, Wielkostopa z lasu. Gościnnie: Jeffrey Nicholas Brown jako Jake, Carrie Barrett jako Mary, Winston Story jako Trent, Andrew Caldwell jako Mitch, Scott Peat jako S. Thompson, Jesse Mackey jako Wielkostop, Edwin Craig jako Pradziadek Henryka, Steve Alvarado jako Squee, Daretion Rogers jako PJ, Samantha Martin jako Mama Mary (głos) |                                                         |                    |                                   |                      |                      |     |
| 102 | Duch Charlotte Charlotte Gets Ghosted                   | Mike Caron         | Jake Farrow                       | 16 marca 2019        | 11 października 2019 | 515 |
| Przez przypadek Charllote została wessana przez odkurzacz, gdy Henryk sprzątał dom. Henryk, Jasper i Ray muszą ją uwolnić przy tym pilnując rodziców Henryka, by nie zobaczyli prawdy. Gościnnie: Jeffrey Nicholas Brown jako Jake, Kelly Sullivan jako Kris, Mark Munoz jako As |                                                         |                    |                                   |                      |                      |     |
| 103 | Śnię o Niebezpiecznym I dream of Danger                 | Adam Waissman      | Samantha Martin                   | 23 marca 2019        | 4 listopada 2019     | 516 |
| Charlotte śni się, że pocałowała Niebezpiecznego. Z obawy przed tym, że sen się spełni, zaczyna unikać Henryka. Gościnnie: Leslie Korein jako Fran, Ryder Concepcion jako Doug, Susan Berger jako Harriet |                                                         |                    |                                   |                      |                      |     |
| 104 | Ja cię, krecię! Holey Moley                             | Russ Reinsel       | Dave Malkoff                      | 15 czerwca 2019      | 5 listopada 2019     | 517 |
| Członkom ekipy wydaje się, że odkryli idealne tunele, dzięki którym mogą dotrzeć w każde miejsce w Swellview, dopóki nie odkryją ich mieszkańców. Gościnnie: Jeffrey Nicholas Brown jako Jake, Mark Munoz jako Kret Terry, Ella Anderson jako Królowa ludzi-kretów, Bing Putney jako Kret Tangy, Riann Portnoy jako Kret Maggie, Jayson Dumenigo jako Kret Swole, Jen Kater jako Kret Sheri |                                                         |                    |                                   |                      |                      |     |
| 105 | Cyfrowa miłość Love Bytes                               | Allison Scagliotti | Joe Sullivan                      | 22 czerwca 2019      | 6 listopada 2019     | 518 |
| Ścios montuje nowy system operacyjny w kryjówce. Ma on wykrywać i automatycznie eliminować wszelkie zagrożenie w Swellview. Sprawy wymykają mu się jednak spod kontroli. Gościnnie: Amelia Borella jako Halley (głos) |                                                         |                    |                                   |                      |                      |     |
| 106 | Niebezpieczny 007 Double-O Danger                       | Steve Hoefer       | Andrew Thomas                     | 29 czerwca 2019      | 7 listopada 2019     | 519 |
| Niebezpieczny wraz z Kapitanem planują dokonać aresztowania Roba Bossa. W tym celu wybierają się na szesnaste urodziny jego córki. Dla niepoznaki przygotowują sobie przebrania. Gościnnie: Timothy Brennen jako Wiceburmistrz Willard, Jeffrey Vincent Parise jako Rob Moss, Shelby Simmons jako Joss Moss, Dre Swain jako Natalie, Anthony Manough jako Anthony |                                                         |                    |                                   |                      |                      |     |
| 107 | Masażer Massage Chair                                   | Mike Caron         | Christopher J. Nowak i Sam Becker | 13 lipca 2019        | 8 listopada 2019     | 520 |
| Kapitan zjawia się z nowym i ekscytującym fotelem do masażu. Henryk, Charlotte i Jasper rywalizują o to, kto wygra nowy mebel. Gościnnie: Jeffrey Nicholas Brown jako Jake, Ricky Martinez jako Tyler |                                                         |                    |                                   |                      |                      |     |
| 108-109 | Niebezpieczny Henryk: Musical Henry Danger: Musical     | Steve Hoefer       | Samantha Martin                   | 27 lipca 2019        | 14 grudnia 2019      | 897 |
| Frankini rzuca musicalowe zaklęcie na Swellview. Henryk i Kapitan muszą go teraz powstrzymać. Niestety nie jest łatwo, ponieważ układy taneczne i śpiewanie piosenek bardzo wyczerpują energię, a Kapitan przestaje wierzyć w siebie. Gościnnie: Jeffrey Nicholas Brown jako Jake, Kelly Sullivan jako Kris, Carrie Barrett jako Mary, Winston Story jako Trent, Frankie Grande jako Frankini, Zoran Korach jako Goomer, Michael Dunn jako Pan Curtis, Samantha Martin jako Pani z popcornem, Kanoa Goo jako Pan z lodami, Zach Appel jako Pan z fasolą, Melanie Fielo jako Pani z Hot Dogami, Kathryn Danielle jako Hazel, Devin Neal jako Chłopiec tancerz #1, Connor Finnerty jako Chłopiec tancerz #2, Sheaden Gabriel jako Chłopiec tancerz #3, Donielle Hansley Jr. jako Chłopiec tancerz #4, Kalia Fullerton jako artystka Habumakeup, Adam Tait jako Reżyser, Andrew Thomas jako Operator kamery |                                                         |                    |                                   |                      |                      |     |
| 110 | Ostra Siostra, część 1 Sister Twister Part 1            | Adam Weissman      | Joe Sullivan                      | 21 września 2019     | 19 października 2020 | 524 |
| Z werand Swellview znikają przesyłki. Henryk i Ray próbują przyłapać złodzieja na gorącym uczynku. Gościnnie: Jeffrey Nicholas Brown jako Jake, Timothy Brennan jako Wiceburmistrz Willard, Dayna Dooley jako Oficer Walnut, Adam Irigoyen jako Brandon |                                                         |                    |                                   |                      |                      |     |
| 111 | Ostra Siostra, część 2 Sister Twister Part 2            | Nathan Kress       | Dave Malkoff                      | 28 września 2019     | 20 października 2020 | 525 |
| Przez przypadek wszystkie wspomnienia Raya zostaje całkowicie wymazane. Ścios opracuje więc plan, by wysłać Henryka do mózgu Kapitana. Gościnnie: Yanellie Ireland jako Mandy |                                                         |                    |                                   |                      |                      |     |
| 112 | Opowieść o dwóch Piper A Tale of Two Pipers             | Allison Scagliotti | Andrew Thomas                     | 5 października 2019  | 21 października 2020 | 523 |
| Henryk ma niezapowiedzianego gościa, który rzekomo przybył do niego z przyszłości. Wkrótce ekipa musi zmierzyć się z zabójczym chłopcem-robotem, by uratować ludzkość przed możliwą apokalipsą. Gościnnie: Jeffrey Nichols Brown jako Jake, Debbie Mcleod jako Piper z przyszłości, Caleb Paddock jako Chłopiec robot #1, Matthew Paddock jako Chłopiec robot #2 |                                                         |                    |                                   |                      |                      |     |
| 113 | Kapitan Mama Captain Mom                                | Russ Reinsel       | Jake Farrow                       | 2 listopada 2019     | 22 października 2020 | 526 |
| Kapitan przez przypadek zjada jajko dziecko kosmite. Teraz nie ma sił by pomóc w walce Niebezpiecznemu. Piper chce teraz pomóc złapać złodziei tłuszczu. Gościnnie: Jeffrey Nicholas Brown jako Jake, Elijah Isaiah Cook jako Freddie, William Nicol jako Terbert |                                                         |                    |                                   |                      |                      |     |
| 114 | Widzialny Brad Visible Brad                             | Adam Weissman      | Jake Farrow                       | 9 listopada 2019     | 23 października 2020 | 527 |
| Bohaterowie próbują złapać złodzieja, który za pomocą magii popełnił przestępstwo. Dawny znajomy powraca i chce im pomóc, lecz w zamian zostać znów widzialnym. Gościnnie: Jake Farrow jako Brad, Liz Stewart jako Tatiana, Casey Washington jako Stu, Clark James jako Mysterio, Shane Yoon jako Alan |                                                         |                    |                                   |                      |                      |     |
| 115 | Zbiornik historii Story Tank                            | David Kendall      | Dave Malkoff                      | 12 października 2019 | 26 października 2020 | 528 |
| Henryk oświadcza wszystkim, że nie da się go przestraszyć. Rozpoczynają się więc zawody. Ścios postanawia użyć maszyny, przez którą Henryk doświadcza wirtualnie przerażających historii. Gościnnie: Anthony Manough jako Facet w masce |                                                         |                    |                                   |                      |                      |     |
| 116 | Świąteczny cios Holiday Punch                           | Adam Weissman      | Mike Caron                        | 30 listopada 2019    | 27 października 2020 | 529 |
| Nowy gatunek ciem zjada okoliczne choinki. Kapitan i Niebezpieczny udają się do Sąsiadowa, by zakupić nowe drzewka. W drodze powrotnej zostają jednak zaatakowani przez groźnych dilerów drzewek. Gościnnie: Carrie Barrett jako Mary, Winston Story jako Trent, Nicholas Guilak jako Jockorov, Galen Howard jako Dormo, Peter Jang jako Jerbański hodowca, Alina Andrei jako Jerbańska hodowczyni, Parker Gray jako Płacząca dziewczynka |                                                         |                    |                                   |                      |                      |     |
| 117 | Ścianka zazdrości EnvyGram Wall                         | Steve Hoefer       | Andrew Thomas                     | 16 listopada 2019    | 28 października 2020 | 530 |
| Kapitan i Niebezpieczny strzegą Ścianki zazdrości, będącej nową atrakcją Swellview. Kapitan przypadkowo ją niszczy. Wraz z Niebezpiecznym muszą ją teraz podmienić. Gościnnie: Jonathan Chase jako Brian, Anissa Borrego jako Peri, Kyle Dimaggio jako Hashtag Booshdag, Brett Hoyle jako Preston, Noah Weaver jako Krassus, Anthony Oh jako Znana osoba #1, Alec Back jako Znana osoba #2, Josh Wray jako Znana osoba #3, Chad Guerrero Jr. jako Znana osoba #4 |                                                         |                    |                                   |                      |                      |     |
| 118 | Pan Miły Gość Mr. Nice Guy                              | Mike Caron         | Jake Farrow                       | 11 stycznia 2020     | 29 października 2020 | 531 |
| Pan Miły Gość, w rzeczywistości mściciel w uśmiechniętej masce, postanawia ukarać społeczność Swellview za niegrzeczne zachowanie. Niebezpieczny i Kapitan docierają na plan telewizyjny dla dzieci w trakcie swojego dochodzenia. Gościnnie: Andrew Caldwell jako Mitch, Brian Palermo jako Pan Wallabee, Tori Keeth jako Mandy, Vladimir Perez jako Ślimonosz, Joy Tuck jako Pascal, Josie M. Parker jako Wascal #1, Dylin Cole Rodrigo jako Wascal #2, Enzo Rodriguez jako Wascal #3 Obsada po napisach k. : Tommy Walker jako Drex, Scott Peat jako S.Thompson |                                                         |                    |                                   |                      |                      |     |
| 119 | But Theranos Theranos Boot                              | Evelyn Belasco     | Andrew Thomas                     | 18 stycznia 2020     | 30 października 2020 | 532 |
| Henryk wraz z przyjaciółmi niszczą jeden z cennych rekwizytów filmowych Raya – But Theranos. Henryk i Jasper, chcąc by Ray się nie zorientował, przenoszą się do Kryjówki w świecie równoległym za sprawą międzywymiarowego transportera Billa Zło i udaje im się ukraść zepsuty przedmiot. Obsada po napisach k. : Jill Benjamin jako Pani Shapen, Tommy Walker jako Drex, Scott Peat jako S.Thompson |                                                         |                    |                                   |                      |                      |     |
| 120 | Ustapka Rumblr                                          | Adam Weissman      | Joe Sullivan                      | 25 stycznia 2020     | 2 listopada 2020     | 533 |
| Kapitan tworzy profil w aplikacji dla bandytów i bohaterów. Niebezpieczny postanawia zrobić to samo. Oboje ustawiają podwójną walkę z nowymi łotrami. |                                                         |                    |                                   |                      |                      |     |
| 121 | Randka w kryjówce Cave the Date                         | Russ Reinsel       | Samantha Martin                   | 1 lutego 2020        | 3 listopada 2020     | 534 |
| 122 | Gra o fon Game of Phones                                | Mike Caron         | Christopher J. Nowak              | 15 lutego 2020       | 4 listopada 2020     | 535 |
| 123 | Escape Room                                             | Evelyn Belasco     | Christopher J. Nowak              | 8 lutego 2020        | 5 listopada 2020     | 536 |
| 124 | Kryminalne wspominki Remember the Crimes                | Mike Caron         | Jake Farrow                       | 22 lutego 2020       | 7 września 2021      | 895 |
| 125 | Początek końca The Beginning of the End                 | Russ Reinsel       | Christopher J. Nowak              | 29 lutego 2020       | 6 listopada 2020     | 537 |
| 126 | Kapitan Drex Captain Drex                               | Adam Weissman      | Dave Malkoff                      | 7 marca 2020         | 9 listopada 2020     | 538 |
| 127 | Los Niebezpiecznych, część 1 The Fate of Danger: Part 1 | Steve Hoefer       | Christopher J. Nowak              | 14 marca 2020        | 10 listopada 2020    | 539 |
| 128 | Los Niebezpiecznych, część 2 The Fate of Danger: Part 2 | Steve Hoefer       | Christopher J. Nowak              | 21 marca 2020        | 10 listopada 2020    | 540 |